# Gynacantha apiaensis
Gynacantha apiaensis – gatunek ważki z rodziny żagnicowatych (Aeshnidae).